# Chorvatská hymna
Hymna Chorvatska je píseň Lijepa naša domovino (česky Krásná naše vlasti). Píseň byla již hymnou Chorvatské socialistické republiky v rámci Jugoslávie a v roce 1991 se po vyhlášení nezávislosti Chorvatska stala hymnou nového státu.
Text složil básník Antun Mihanović a báseň byla poprvé zveřejněna v roce 1835 v časopise Danica (Ranní hvězda) pod názvem Hrvatska domovina (Chorvatská vlast). V roce 1846 složil Josip Runjanin hudbu. Podle některých zdrojů je hudba inspirována operou Lucia di Lammermoor italského skladatele Donizettiho. V roce 1861 provedl Vatroslav Lichtenegger úpravy písně a tato byla v roce 1891 poprvé hrána pod názvem Lijepa naša (Krásná naše) jako neoficiální hymna. Původní báseň je mnohem rozsáhlejší, zpívají se ale jen první a poslední dvě sloky.
V meziválečném období byla první sloka Lijepa naša domovino součástí hymny Království SHS i Království Jugoslávie jako její druhá sloka. Po vyhlášení NDH v dubnu 1941 byla používána jako hymna tohoto útvaru. Uvádí se však, že píseň zněla na obou bojujících stranách.
Po druhé světové válce plnila píseň funkci neoficiální hymny až do 29. února 1972, kdy ji první dodatek k chorvatské ústavě stanovil jako oficiální národní hymnu. Společně s hymnou SFRJ a Internacionálou zněla na tryzně za Josipa Broze Tita v květnu 1980.
Jako hymna Chorvatské republiky byla potvrzena 21. prosince 1990.

## Text hymny
| Originální text | Český překlad | České přebásnění |
| --- | --- | --- |
| Lijepa naša domovino, Oj junačka zemljo mila, Stare slave djedovino, da bi vazda sretna bila! Mila kano si nam slavna, Mila si nam ti jedina. Mila kuda si nam ravna, Mila kuda si planina! Teci Dravo, Savo teci, Nit ti Dunav silu gubi, Sinje more svijetu reci, Da svoj narod Hrvat ljubi! Dok mu njive sunce grije, Dok mu hrašće bura vije, Dok mu mrtve grobak krije, Dok mu živo srce bije! | Krásná naše vlasti, Ó nebojácná a slavná. Dávná slávo našich otců, Šťastná buď na věky! Drahá, jsi naše sláva, Drahá, jsi pro nás ta jediná, Drahá, všude kde jsi rovná, Drahá, všude kde máš hory! Plyň ty Dravo, Savo teč, Dunaji, neztrácej sílu, Azurové moře, řekni světu, že Chorvat miluje svou vlast! Dokud slunce ohřívá jeho pole, Dokud vítr ohýbá jeho duby, Dokud jsou mrtví uloženi v hrobech, Dokud jeho živé srdce bije! | Krásná naše domovino, oj junácká zemi milá, staré slávy dědovino, kéž bys povždy ve cti byla. Milá slavná domovina, milá jsi nám ty jediná, milá tam, kde jsi rovina, milá, kde jsi hornatina. Plyň, ó Sávo, Drávo, dále, nechť tě Dunaj pohlcuje, kudy šumíš, hlásej stále: Chorvat národ svůj miluje, pokud naše slunce hřeje, bokud búra duby láme, pokud smrt nás v hrob neschvěje, pokud živé srdce máme! |